# Jesus Freaks

Logo Jesus Freaks

Jesus Freaks é uma subcultura cristã fundada na Alemanha no início da década de 1990. Distingue-se das demais correntes neopentecostais por não se tratar de um movimento coletivo, mas de uma predisposição pessoal. A vida coletiva é celebrada, independente de igrejas, mas é justamente na celebração das diferenças que a individualidade de cada um é exaltada.
Um Jesus freak é alguém que esteja extremamente apaixonado por Jesus, independente dos erros, acertos ou decisões de qualquer Igreja ou grupo estabelecido. Um esboço da natureza desta teologia está expressa no "Manifesto Jesus Freak", onde alguns pontos deste estilo de vida são destacados. 

## História
O movimento Jesus Freaks foi criado em setembro de 1991 em Hamburgo por Martin Dreyer, ao ser ordenado ministro, e com uma forte herança do movimento Jesus People, iniciado nos anos 1960, nos Estados Unidos. Em 1994, foi estabelecida a Jesus Freaks International, uma organização sem fins lucrativos com sede em Berlim.